# Pastores gregis
Pastores gregis, subtítulo "O Bispo, Servo do Evangelho de Jesus Cristo para a Esperança do Mundo", é uma exortação apostólica pós-sínodo lançada em 16 de outubro de 2003 pelo Papa João Paulo II. Oferece princípios doutrinários e pastorais destinados a orientar os bispos católicos. O documento resultou de uma assembleia geral ordinária dos bispos, realizada de 30 de setembro a 27 de outubro de 2001. O sínodo, realizado logo após os ataques de 11 de setembro, discutiu o serviço episcopal em vista da esperança cristã.
A data de publicação das Pastores gregis marcou o 25.º aniversário de João Paulo II como bispo de Roma. Foi a sua última exortação apostólica.